# Фестиваль писанок
'Фестиваль писанок — щорічний фестиваль писанок, що проводиться у Львові під егідою Європейської Бізнес Асоціації (ЕВА). Організатором дійства є Громадська організація «Етновир» за підтримки Львівської міської ради та компанії «Дік-Арт». Фестиваль проходить у центральній частині міста Львова від 2011 року, під час святкувань Великодня.

## Ідея фестивалю
Основною ідеєю Фестивалю є прикрашання міста Львова за допомогою невід'ємного символу Великодня — писанки. Кожен охочий зможе долучитися до створення атмосфери Великодня та разом із художниками, писанкарями та усіма охочими розмалювати свою писанку.
Під час Фестивалю Львів перетвориться на Музей Писанки просто неба, де з різних матеріалів будуть створюватися та оздоблюватися писанки. Кожен охочий зможе приєднатися до загальноміського фестивалю — потрібно лише створити власну писанку та виставити її для загального огляду.

Як зазначив директор фестивалю Андрій Сидор:
Проводячи цей Фестиваль ми прагнемо наповнити Львів передвеликоднім настроєм, щоб по цілому місту можна було побачити символ Великодня — писанку. Також нам важливо, щоб у Львові робились добрі справи, звісно не лише перед святами, але в цей час особливо

## І-ий «Фестиваль писанок» (2011)
11-30 квітня 2011 р. на двох локаціях Львова — пл. Музейній та у Львівському палаці мистецтв відбулися заходи І-го «Фестивалю писанок», приуроченого до Великодня.
Тим часом на центральній алеї пр. Свободи, що у центрі міста встановили велику символічну писанку, яка ознаменувала початок Великодніх ярмаркових забав.
Під час ярмарку для усіх охочих проводили майстер-класи з виготовлення ляльки-мотанки, розпису писанок та багатьох інших конкурсах та забавах.

## II «Фестиваль писанок» (2012)
З 15 березня по 22 квітня 2012 р. кожен охочий зміг приєднатися до загальноміського фестивалю, для цього необхідно було створити власну писанку та виставили її для загального огляду. Усі учасники дійства отримали відповідну наліпку «Учасник Фестивалю Писанок» на вітрину свого закладу (ресторану, готелю, торгового центру тощо).
Протягом трьох тижнів учасники Фестивалю виготовляли писанки з різноманітних матеріалів та встановлювати на вулицях та у закладах міста. Кульмінацією свята стала виставка писанок у ТРЦ «King Cross Leopolis».
Особливістю цьогорічного Фестивалю став марафон «Добра Справа, — кожен може зробити!», під час якого громадські організації Львова спільно з благодійниками створили платформу благодійності у місті та отримали можливість співпрацювати із соціальними організаціями, допомагаючи потребуючим у передчассі Великого Свята. Також перед Великоднем організатори провели квест Львовом, в якому участь зміг взяти кожен охочий. Потрібно було лише відшукати великі писанки, які були розташовані по цілому місту.

## III «Фестиваль писанок» (2013)
III «Фестиваль писанок» відбувався з 6 квітня по 6 травня 2013 р.. На цей час вся центральна частина Львова перетворилася на «Музей Писанки» просто неба, де з різних матеріалів створювалися та оздоблювалися писанки.
Протягом Фестивалю учасники виготовляли писанки з шоколаду, повітряних кульок, дерева, квітів та багатьох інших цікавих та неочікуваних матеріалів. Все це розмаїття було встановлено на вулицях та у закладах міста, а згодом об'єдналися в одну велику виставку писанок. Таким чином, об'єднавшись, усі учасники фестивалю на період святкування одного з найбільших християнських свят створили новий оригінальний «Великодній писанковий туристичний маршрут».
Також під час фестивалю відбувся майстер-клас з розфарбовування писанок — одного з найкращих старовинних символів України, маленького дива, яке кожен може зробити своїми руками.

## VII «Фестиваль писанок» (2017)
З 1 по 23 квітня 2017 р., у Львові проходив VII щорічний «Фестиваль Писанок» у двох локаціях — площа Музейна та ТРЦ «Victoria Gardens», де було встановлено близько 60 писанок. Також у ТРЦ Victoria Gardens розміщена новинка фестивалю  — це квіткова писанка, висота якої більш як 3 м, зроблена вона з живих квітів та моху.
Під час Фестивалю стартувала традиційна благодійна частина фестивалю — проєкт «Добра справа», метою якої є збір коштів на закупівлю обладнання для «Охматдиту». Для цього було встановлено спеціальні скриньки в обох локаціях фестивалю. 
Традиційно тривали майстер-класи, увесь передвеликодній тиждень можна було у відомих львівських митців навчитися як робити різноманітні писанки, як декорувати великодні кошики та як правильно готуватися до Великодня.

## VIII «Фестиваль писанок» (2018)
24 березня 2018 р. розпочав свою роботу VIII «Фестиваль писанок» і триватиме до 15 квітня 2018 р., тому всі охочі мають змогу насолодитися красою писанок просто неба на площі Музейній.
На Фестивалі представлено понад 60 півметрових авторських пасхальних яєць, зібраних просто неба в одну цільну галерею мистецьких гіпсових писанок. Тут можна побачити як традиційні писанки із геометричним розписом, так і абстрактні, в'язані, у стилі попарт, оформлені гілками, квітами, шоколадом, пінополістиролом, деревом. Також тут є писанки, присвячені Тарасові Шевченку та львівському трамваю (за мотивами пісні «Піккардійської Терції»).
Поруч з експозицією працює і великодня артмайстерня. Всі охочі можуть взяти участь у майстер-класах зі створення великодніх свічок, ляльки-мотанки, декорування вербових гілок, а також написати свою писанку.
Зокрема, діє благодійний проєкт «Добра Справа», у рамках якого збирають кошти для дитячої лікарні «Охматдит».
Ще одну 6-метрову писанку із самшиту встановили на майдані перед Львівською оперою. Цьогоріч її прикрасили в етностилі, діагональними лініями різних кольорів. Крім того, біля писанки на свята діятиме Великодній ярмарок.

## Фестивалі Львова організовані компанією «Дік-Арт»
- VI Міське Свято Пампуха [Архівовано 30 жовтня 2012 у Wayback Machine.]
- VI Національне Свято Шоколаду [Архівовано 8 січня 2013 у Wayback Machine.]
- III Фестиваль писанок у Львові [Архівовано 9 січня 2013 у Wayback Machine.]
- III Міський фестиваль Пива [Архівовано 30 грудня 2012 у Wayback Machine.]
- VI Міське свято «День Батяра у Львові» [Архівовано 24 січня 2013 у Wayback Machine.]
- II Гастрономічний фестиваль «Львів на тарілці» [Архівовано 9 травня 2013 у Wayback Machine.]
- VI Міжнародний фольклорний фестиваль «Етновир» [Архівовано 7 листопада 2012 у Wayback Machine.]
- VII Міське свято «На каву до Львова» [Архівовано 28 жовтня 2012 у Wayback Machine.]
- IV Міське свято Сиру і Вина [Архівовано 13 лютого 2013 у WebCite]